# 李彭
李彭（?—?），唐朝太原府文水县（今山西省吕梁市文水县）人，祖籍陇西郡狄道县（今甘肃省定西市临洮县），出自陇西李氏敦煌房。
天宝年间，李彭明经及第。选名臣子可用之人，李彭以咸宁县丞升任为右补阙。天宝十四载（755年）安禄山之乱，其父东京留守李憕在洛阳遇害。李憕十余子，李江、李涵、李沨、李瀛等人同时遇害，只有李汶、李彭得脱。李彭随唐玄宗入蜀，在李憕数年去世。李彭子李宏，官职卑小。李宏生三子：李景让、李景庄、李景温，自元和后，相继以进士登第。